# Blackman River
Blackman River är ett vattendrag i Australien. Det ligger i delstaten Tasmanien, i den sydöstra delen av landet, omkring 90 kilometer norr om delstatshuvudstaden Hobart.
Trakten runt Blackman River består i huvudsak av gräsmarker. Trakten runt Blackman River är nära nog obefolkad, med mindre än två invånare per kvadratkilometer. Genomsnittlig årsnederbörd är 596 millimeter. Den regnigaste månaden är november, med i genomsnitt 89 mm nederbörd, och den torraste är augusti, med 37 mm nederbörd.